# Liu Jian
Liu Jian (劉健T, 刘健S, Liú JiànP; Zibo, 20 agosto 1984) è un calciatore cinese, centrocampista ritirato.

## Carriera

### Club
Ha giocato nella prima divisione cinese.

### Nazionale
Tra il 2007 ed il 2013 ha totalizzato complessivamente 37 presenze e 4 reti con la nazionale cinese.

## Palmarès

### Club

#### Competizioni nazionali
- Campionato cinese: 2

Guangzhou Evergrande: 2014, 2015
- Supercoppa di Cina: 1

Guangzhou Evergrande: 2016

#### Competizioni internazionali
- AFC Champions League: 1

Guangzhou Evergrande: 2015